# レジナルド・クレイプール・ヴァンダービルト

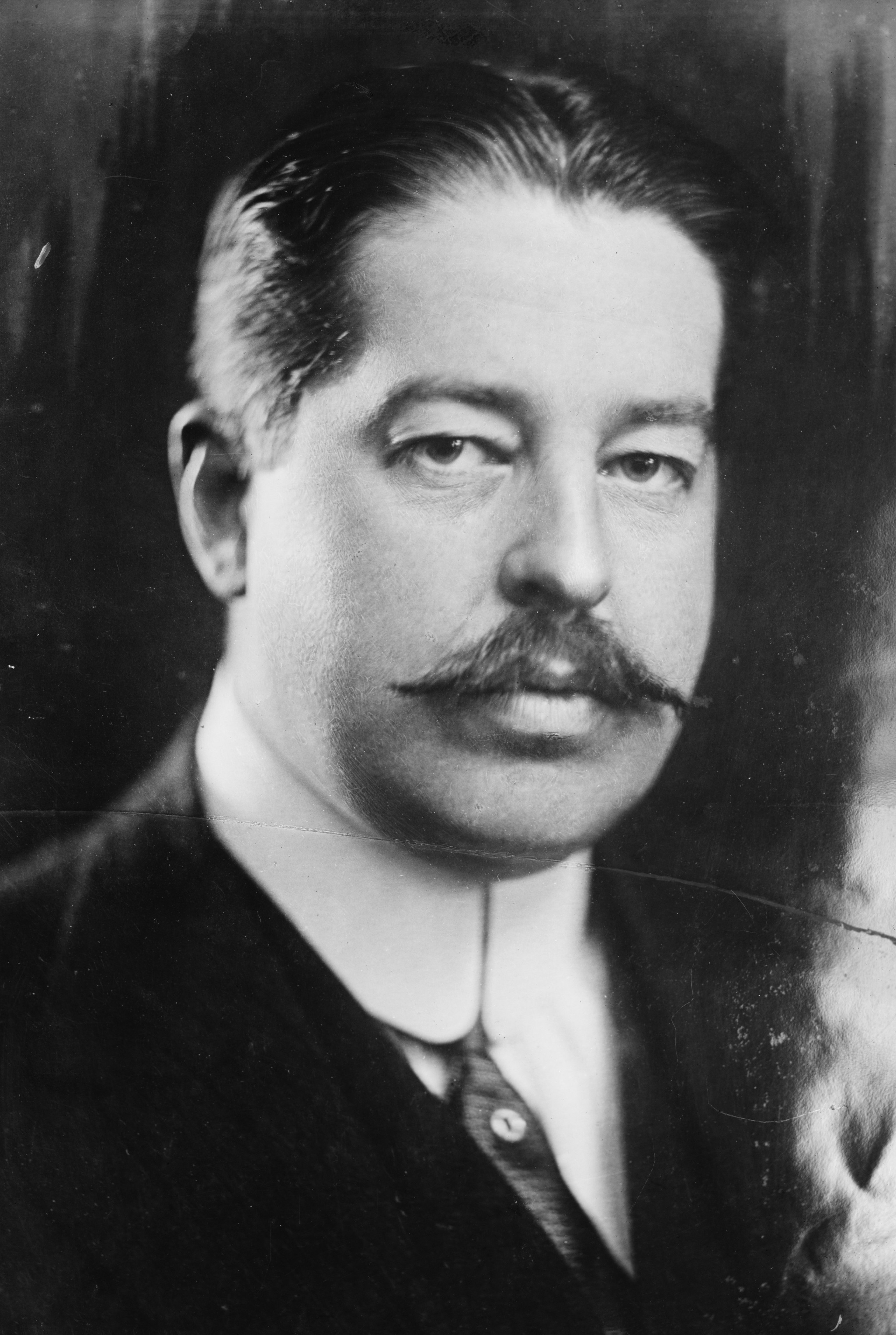

レジナルド・クレイプール・ヴァンダービルト（Reginald Claypoole Vanderbilt, 1880年12月19日 スタテンアイランド - 1925年9月4日 ポーツマス）は、アメリカ合衆国の富豪ヴァンダービルト家の相続人の1人で、鉄道王コーネリアス・ヴァンダービルト（1世）の曾孫。数多くの乗馬クラブの設立者、運営者であった。
ニューヨーク・セントラル鉄道の社主コーネリアス・ヴァンダービルト2世と、その妻のアリス・クレイプール・グウィンの間の第6子、四男として生まれた。怠惰な性格でアルコール中毒であり、イェール大学を中退し、相続した莫大な財産を趣味や放蕩に費やしたと言われる。1903年4月14日にキャサリン・ニールソンと結婚し、長女キャサリン・ヴァンダービルト（1904年 - 1994年）をもうけたが、1920年に離婚した。1923年3月6日に軍人・外交官のジャドソン・キルパトリックの孫娘で、ファーネス子爵夫人の双子の妹であるグロリア・モーガンと再婚し、間に次女のグロリア・ヴァンダービルト（1924年 - ）をもうけた。
1925年、ロードアイランド州ポーツマスのサンディポイント・ファーム（Sandy Point Farm）で死去した。死後、次女グロリアの養育権をめぐり、未亡人のグロリアと姉のガートルード・ヴァンダービルト・ホイットニーらヴァンダービルト一族との間で訴訟問題が発生し、世間の注目を浴びた。ジャーナリストのアンダーソン・クーパーは次女グロリアの息子にあたる。